# Liste der Museen in Schweinfurt

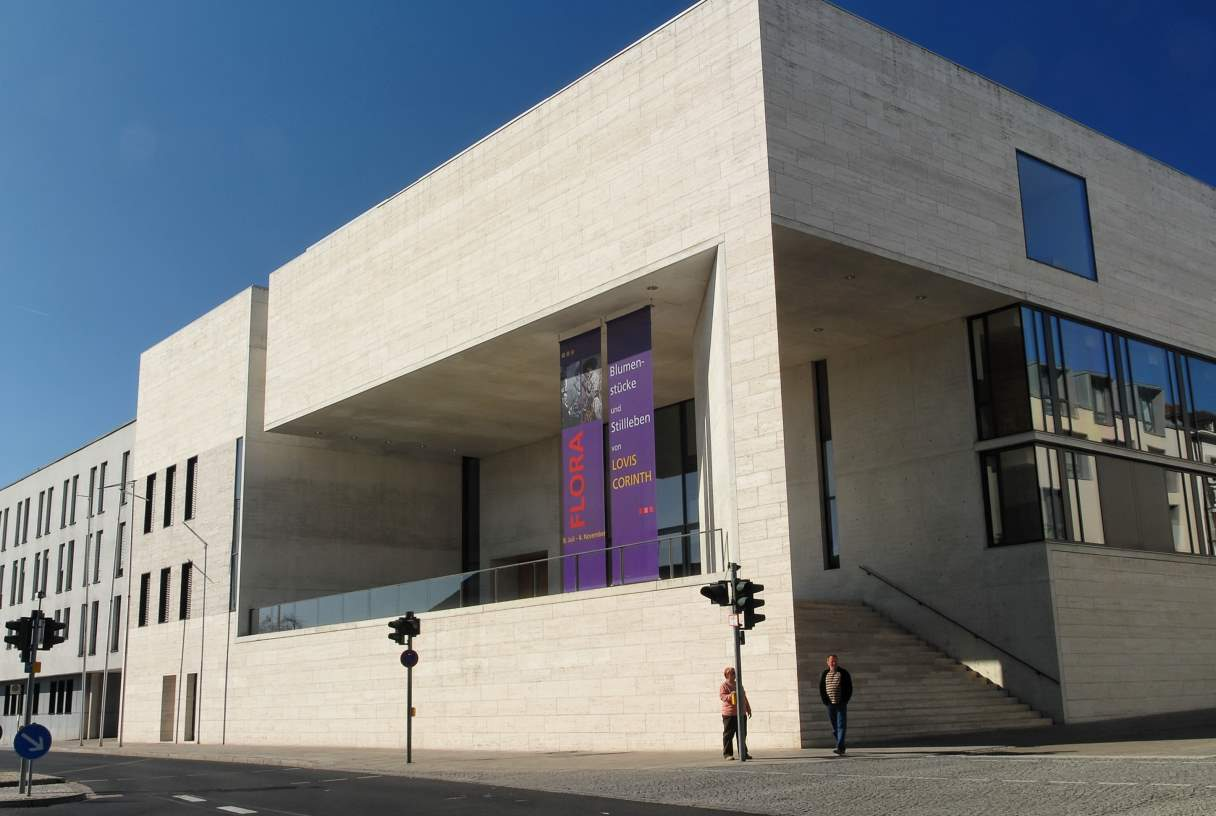
Museum Georg Schäfer

Die Liste der Museen in Schweinfurt gibt einen Überblick über die Museumslandschaft in der kreisfreien Stadt Schweinfurt in Bayern. Berücksichtigt sind gemäß ICOM-Definition lediglich Einrichtungen, die über eine eigene Sammlung verfügen und diese in für die Öffentlichkeit zugänglicher Weise ausstellen. Nicht aufgeführt sind reine Ausstellungshäuser, die ausschließlich Werke ausstellen, die sich nicht im Besitz der Institution befinden, oder Bauwerke, die außer ihrer eigenen Ausstattung keine Sammlung besitzen.

## Einführung
Anfang des 21. Jahrhunderts wurde Schweinfurt zu einem bedeutenden Museumsstandort im deutschsprachigen Raum. Einen besonderen Anfangspunkt setzte das im Jahr 2000 eröffnete Museum Georg Schäfer. Es beherbergt die größte Spitzweg-Sammlung der Welt und zugleich die bedeutendste Privatsammlung mit Werken aus dem deutschsprachigen Raum des 19. Jahrhunderts. Das Museum ist von nationaler Bedeutung und vergleichbar mit der Alten Nationalgalerie in Berlin und der Neuen Pinakothek in München.

## Aktuelle Museen
| Name                                     | Kurzbeschreibung | gegründet/ eröffnet | Träger            | Standort    | Bild           | Link |
| ---------------------------------------- | --- | ------------------- | ----------------- | ----------- | -------------- | ---- |
| Deutsches Bunkermuseum                   | Das Deutsche Bunkermuseum in Oberndorf ist im Fichtel-und-Sachs-Bunker untergebracht, einem Hochbunker aus dem Jahr 1941. Es präsentiert Ausstellungen zum zivilen Luftschutz während des Zweiten Weltkriegs und des Kalten Kriegs in Deutschland. |                     |                   | Oberndorf   | weitere Bilder |      |
| Gunnar-Wester-Haus                       | Das Gunnar-Wester-Haus beherbergt zwei Sammlungen. Die Sammlung Graf Luxburg, eine Schenkung von Karl von Luxburg (1872–1956), umfasst Lampen, Leuchten und Laternen von der Antike bis ins 19. Jahrhundert sowie Gegenstände zur Feuererzeugung wie frühe Zündmaschinen aus dem Barock und dem Biedermeier. Die Ikonensammlung Fritz Glöckle gibt einen Einblick in die sakrale russische Kunst des 16. bis 19. Jahrhunderts. |                     |                   | Altstadt    | weitere Bilder |      |
| Kleines Industriemuseum                  | Das Kleine Industriemuseum präsentiert eine Vielzahl technischer Geräte, insbesondere aus der Schweinfurter Kugellagerindustrie. Alle Geräte sind voll funktionsfähig. |                     |                   | Altstadt    | weitere Bilder |      |
| Das kleine Museum (Hundertwasser-Museum) | Das kleine Museum zeigt über 100 Originalwerke des österreichischen Künstlers Friedensreich Hundertwasser, schwerpunktmäßig grafische Werke. |                     |                   | Innenstadt  |                |      |
| Kunsthalle Schweinfurt                   | Die in einer ehemaligen Schwimmhalle aus den 1930er Jahren untergebrachte Kunsthalle Schweinfurt zeigt eine Sammlung mit Werken zur Kunst nach 1945 in Deutschland. | 2009                |                   | Innenstadt  | weitere Bilder |      |
| Künstlerhof Oberndorf                    | Der Künstlerhof Oberndorf, das ehemalige Wohnhaus und Atelier des Künstlers Gustl G. Kirchner, beherbergt eine Ausstellung über Kirchner sowie das Archiv des Künstlers. |                     |                   | Oberndorf   | weitere Bilder |      |
| Museum Georg Schäfer                     | Das Museum beherbergt die Sammlung des Industriellen Georg Schäfer mit deutscher Kunst vom ausgehenden 18. bis zum Beginn des 20. Jahrhunderts. Sie umfasst unter anderem die weltweit größte Sammlung von Werken des Malers Carl Spitzweg. | 2000                | Stadt Schweinfurt | Altstadt    | weitere Bilder |      |
| Museum Otto Schäfer                      | Das Museum Otto Schäfer beherbergt mit der Bibliothek Otto Schäfer die umfassenden Graphik- und Büchersammlungen des Industriellen Otto Schäfer sowie eigene neue Sammlungen zur Gegenwartsgraphik sowie zum Kunsthandwerk. Das Herzstück von Schäfers Graphiksammlung ist das fast vollständige druckgraphische Werk Albrecht Dürers                                                                                          |                     |                   | Kiliansberg |                |      |
| Naturkundliches Museum                   | Das Naturkundliche Museum im Harmonie-Gebäude hat eine Sammlung 300 Vögeln, vorwiegend aus Europa, die in den artgemäßen Biotopen nachgebildeten Diorama-Vitrinen untergebracht sind. | 1988                |                   | Altstadt    | weitere Bilder |      |

## Ehemalige Museen
| Name                                                 | Kurzbeschreibung |      | geschlossen/ aufgelöst | Träger            | Standort | Bild           | Link |
| ---------------------------------------------------- | --- | ---- | ---------------------- | ----------------- | -------- | -------------- | ---- |
| Stadtgeschichtliches Museum (Museum Altes Gymnasium) | Das im Alten Gymnasium, einem Renaissance-Gebäude von 1582 untergebrachte Stadtgeschichtliche Museum war das Stammhaus der Städtischen Sammlungen Schweinfurt mit heimatgeschichtlichen Objekten. Wegen Umorganisation und Umbau ist das Museum derzeit geschlossen | 1934 |                        | Stadt Schweinfurt | Altstadt | weitere Bilder |      |